# Stelis eustylis
Stelis eustylis är en orkidéart som beskrevs av Carlyle August Luer och Alexander Charles Hirtz. Stelis eustylis ingår i släktet Stelis och familjen orkidéer. Inga underarter finns listade i Catalogue of Life.